# آتاناسیوس میائولیس
آتاناسیوس میائولیس (یونانی: Αθανάσιος Μιαούλης؛ ۱۸۱۵ – ۷ ژوئن ۱۸۶۷)) یک سیاست‌مدار اهل یونان بود. 